# Inflation
Inflation é um curta-metragem americano lançado em 1942 pelos estúdios Metro-Goldwyn-Mayer e estrelado por Edward Arnold e Esther Williams.
O filme possui 17 minutos de duração e é um drama de ficção em alusão e especulação financeira praticada pelo diabo com a venda de títulos ou bonus de guerra para financiamento das forças armadas americanas na Segunda Guerra Mundial..